# 庙街 (俄罗斯)
阿穆爾河畔尼古拉耶夫斯克（羅馬化：Nikolayevsk-na-Amure），原滿語名庙街，是俄羅斯遠東聯邦管區哈巴羅夫斯克邊疆區尼古拉耶夫斯克区行政中心，邻近黑龍江出海口，由俄罗斯於1850年建市，2014年的人口統計有20,774人。距離黑龍江口約80公里，距伯力約977公里、共青城火車站約582公里。

## 名稱
阿穆尔河畔尼古拉耶夫斯克的中国传统名字是庙街，一作廟爾和廟屯（穆麟德轉寫：miyoo gašan）。在滿語中，「miyoo」是「廟」的意思，「gašan」為「村莊」的意思，因此地曾有明朝建立的永寧寺而得名。
1850年，沙俄军队侵入黑龙江流域，筑寨于此，以沙皇尼古拉一世之名，将其命名为“尼古拉耶夫斯克”。1858年《瑷珲条约》签订后，此地正式被俄罗斯佔領，中國所有政府都不承認不平等條約，但現在中國政府未就收回做出時間表。
中华人民共和国出版的地图将此城标记为尼古拉耶夫斯克（庙街）。根据自然资源部2023年2月6日发布的《公开地图内容表示规范》第十四条规定，汉语版地图中“尼古拉耶夫斯克”之后必须括注“庙街”，汉语拼音版地图和外文版地图除外。但是“庙街”之名在各地华人仍然普遍使用。日本人则称此地为尼港（日语：尼港(にこう)）。

## 歷史
该地在元朝被征服與管轄，屬遼陽行省，1263年在黑龙江下游设置了征东元帅府，其治所奴儿干城即与庙街相去不远，1264年使尼夫赫人向元臣服。元还在特尔山上建立了一座圣殿。到明朝永樂年间明廷設置奴兒干都指揮使司管轄奴兒干地區的軍事建制機構，其駐地亦为元朝征东元帅府旧址。1413年（永樂十一年）明朝宦官、海西女真人亦失哈在巡視奴兒干都指揮使司所轄地區時，在奴兒干都司官衙所在地附近原有觀音堂的基礎上所修建的一座供奉觀世音菩薩的佛寺，名為永寧寺，并取得了黑龙江和松花江地区部落的效忠。後屬清朝管轄，满語名为廟街。1689年清朝與沙皇俄国簽定的《尼布楚條約》中也明確規定廟街屬清朝。由于清政府在1860年代前曾长期对内地汉族封禁东北，禁止汉人进入东北开发，而同时因为满清入关的缘故，东北满族和通古斯土著的人口非常的低，导致东北边防十分空虚。
第一次鸦片战争爆发后，俄罗斯帝国开始重新向中国东北渗透。1850年8月13日，在阿穆尔远征期间，俄罗斯航海家根納季·伊萬諾維奇·涅韋爾斯科伊在阿穆尔河口開設了军事和行政定居点尼古拉耶夫斯基哨所，以沙皇尼古拉一世之名命名為「尼古拉耶夫斯克」。六人居住在一幢雅库特窝棚中，他们為俄国至當地的武装移民提供郵政服務。帝俄认为根据1689年《尼布楚条约》，阿穆尔河下游包括河口在内的所有权没有在法律上确定。由于随着清朝的衰落，清政府在康乾时代定下的巡视东北边境的制度逐渐荒废，涅韋爾斯科伊的远征没有在这里遇到满清的常设行政机构或边防部队。俄罗斯政府阿穆尔委员会最初并不支持在该地区设立军事哨所，但涅韋爾斯科伊的行动后来得到了沙皇尼古拉一世的认可。

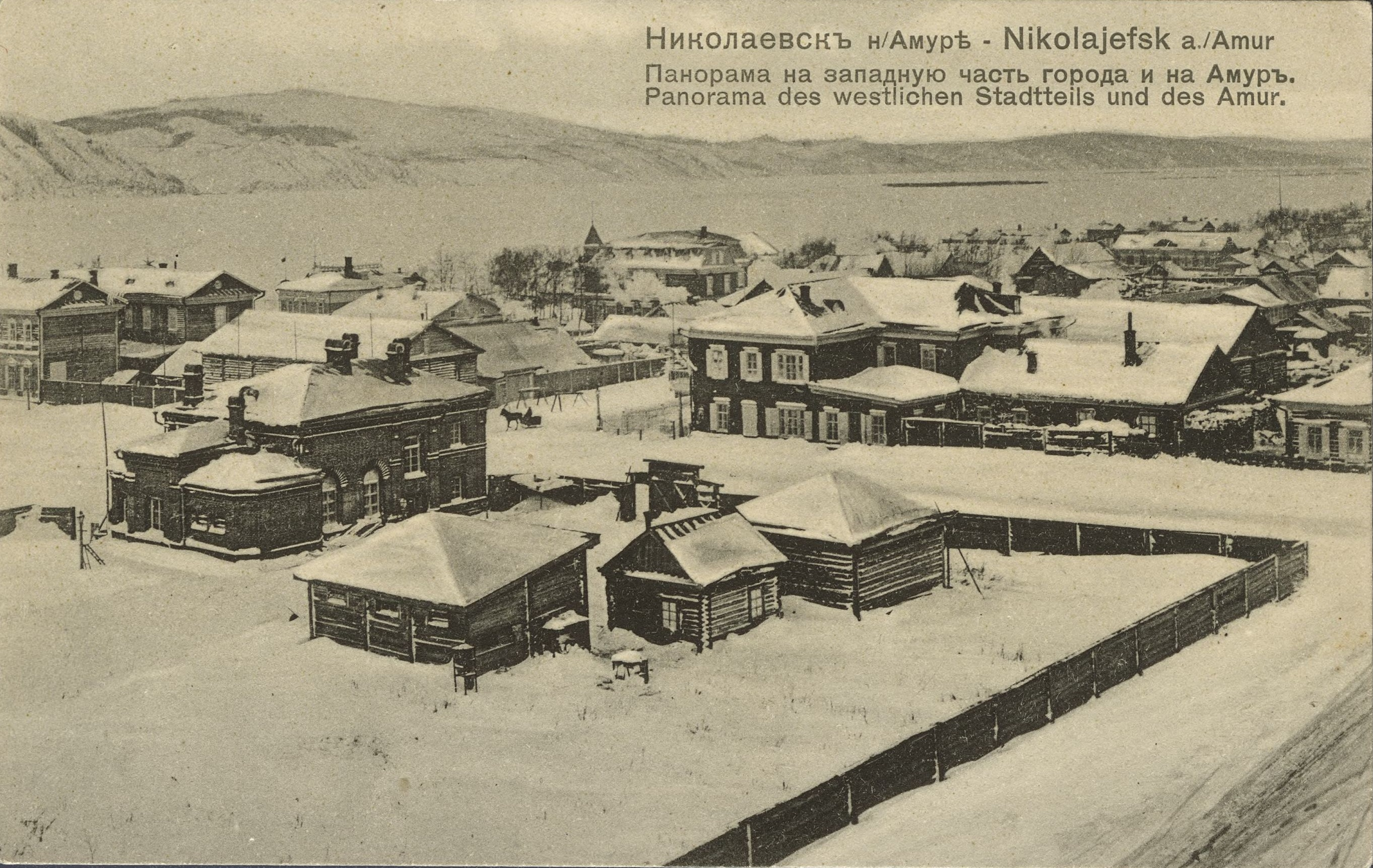
19世纪后期的尼古拉耶夫斯克

1856年11月14日，尼古拉耶夫斯克市在尼古拉耶夫斯基哨所的所在地建立。 创始人中有彼得罗巴甫洛夫斯克包围战后撤离被摧毁的彼得罗巴甫洛夫斯克的居民。当年，俄国设立滨海边疆区，首府为尼古拉耶夫斯克。那时，尼古拉耶夫斯克已成为俄罗斯远东地区最大的港口。俄國在當地大幅殖民，並在當地興建教堂、警察局、賭場、金庫等各種基礎建設。1858年2月24日尼古拉耶夫斯克成为地区城市。当年，全市建筑多达200栋，居住人口1757人。出现了一家修理和组装船舶的工厂。还开设了当地历史博物馆、图书馆和海事学校。有商业航班汽船沿着阿穆尔河航行，外国的商船也来到这座城市。第二次鴉片戰爭之後，根據1858年所簽訂的《璦琿條約》及1860年所簽訂的《中俄北京條約》此地正式被俄羅斯佔領，中國所有政府都不承認不平等條約。1870年，俄罗斯远东地区的主要港口从尼古拉耶夫斯克转移到符拉迪沃斯托克，使尼古拉耶夫斯克开始衰落。直到1880年之前，它一直都是濱海邊疆州的行政中心，直到濱海邊疆州一分為二為止，其行政中心的地位分別被海參崴及伯力所取代；4月28日，滨海边疆区首府从尼古拉耶夫斯克迁往南部的哈巴罗夫卡，即今天的哈巴罗夫斯克。19世纪80年代末发现金矿使它渐渐成为远东金矿开采的中心，出现了合金实验室和鄂霍次克和阿穆尔-奥廖尔斯克金矿公司的办公室。1890年，安东·巴甫洛维奇·契诃夫在前往萨哈林岛的途中在尼古拉耶夫斯克停留。在《萨哈林岛》一书的第一章中，作者注意到了这座曾经繁荣的城市的阴郁气氛，到1895年，该市人口已降至1,000人。金矿开采逐渐吸引了定居者，到1897年人口达到5,668人。1896-1899年，尼古拉耶夫斯克的渔业开始兴起。 造船业正在复苏，桶式集装箱制造、木材加工等企业也正在创建，成为远东第二重要的港口。到1913年居民人数达到14,400人，有2136栋建筑，重新建立了职业学校和学校网络。很快尼古拉耶夫斯克再次成为一个地区城市——萨哈林地区的中心。1914年，以阿穆尔河畔尼古拉耶夫斯克为中心的乌德斯基区从滨海边疆区转移到俄罗斯帝国的萨哈林州。到1917年革命时，人口达到15,000人。
1918年，日本介入俄国内战。除了日本驻军外，高尔察克的军队也驻扎在这里，并设有奇内拉赫要塞的驻军，该堡垒保护尼古拉耶夫斯克免受来自海上的攻击。 1919 年底至 1920 年初，雅科夫·伊万诺维奇·特里亚皮岑指挥的游击队解放了萨哈林地区的主要部分。1920年2月下旬，奇内拉赫要塞的守备部队转移到游击队一边后，城市投降。3月11日至12日夜间，日本驻军突然袭击苏联军队，尼古拉耶夫斯克的大部分地区被烧毁，战斗以苏联军队的胜利而结束。3月12日至14日的军事冲突中俘获的约700名日本战俘被枪杀，是为尼古拉耶夫斯基事件，两个月后又有俄日平民被杀；事后，指挥屠杀的无政府主义者特里亚皮岑被苏军枪决，日本方不满意处理结果而占领了萨哈林岛（库页岛）北部，直到1925年两国建交才归还。1920年5月底，居民被疏散到最近的村庄地区。日本侵略者发起新一轮进攻，红军采用焦土战术，尼古拉耶夫斯克市和奇内拉赫要塞被摧毁，在战争中遭到大面积的轟炸，郵電局及各種通訊設備都被完全摧毀。1920-1922年，尼古拉耶夫斯克作为萨哈林州的首府，是远东共和国的一部分。1922年，苏俄吞并远东共和国。尼古拉耶夫斯克成为远东地区滨海边疆区尼古拉耶夫斯基区首府。
1926年3月15日，城市获得新名称“阿穆尔河畔尼古拉耶夫斯克”，以与其他名为尼古拉耶夫斯克的城市相区别。随着远东地区省份划分的废除，它成为远东地区尼古拉耶夫斯基区的首府。在苏联统治下，该市的渔业蓬勃发展。20年代，远东地区三分之一的捕鱼活动都是在该地区进行的。1934年，该市被指定为下阿穆尔州首府。1941年，在市内征召了几千士兵到苏德战争前线。1942年，造船厂开始建造。第二次世界大戰之後經過重建，最終回復昔日的光彩。1956年下阿穆尔州被废除后成为哈巴罗夫斯克边疆区的区域中心之一。1960年，造船厂开业。1985年，下穆尔采矿和加工厂开始运营。直到現在，它亦一直都是俄羅斯联邦遠東區的重要港口。

## 地理
它位于哈巴罗夫斯克边疆区，在阿穆尔河左岸靠近河口的一座小山丘上，在阿穆尔河畔共青城东北582公里、哈巴罗夫斯克东北977公里处。年平均气温−1.8℃，年平均风速3.5米/秒。年平均湿度78%。气候与俄罗斯极北地区相似。
| 阿穆尔河畔尼古拉耶夫斯克                  | 阿穆尔河畔尼古拉耶夫斯克 | 阿穆尔河畔尼古拉耶夫斯克 | 阿穆尔河畔尼古拉耶夫斯克 | 阿穆尔河畔尼古拉耶夫斯克 | 阿穆尔河畔尼古拉耶夫斯克 | 阿穆尔河畔尼古拉耶夫斯克 | 阿穆尔河畔尼古拉耶夫斯克 | 阿穆尔河畔尼古拉耶夫斯克 | 阿穆尔河畔尼古拉耶夫斯克 | 阿穆尔河畔尼古拉耶夫斯克 | 阿穆尔河畔尼古拉耶夫斯克 | 阿穆尔河畔尼古拉耶夫斯克 | 阿穆尔河畔尼古拉耶夫斯克 |
| 月份                                      | 1月                      | 2月                      | 3月                      | 4月                      | 5月                      | 6月                      | 7月                      | 8月                      | 9月                      | 10月                     | 11月                     | 12月                     | 全年                     |
| ----------------------------------------- | ------------------------ | ------------------------ | ------------------------ | ------------------------ | ------------------------ | ------------------------ | ------------------------ | ------------------------ | ------------------------ | ------------------------ | ------------------------ | ------------------------ | ------------------------ |
| 历史最高温 °C（°F）                       | 0.3 (32.5)               | −1.0 (30.2)              | 12.6 (54.7)              | 16.6 (61.9)              | 30.2 (86.4)              | 34.3 (93.7)              | 34.1 (93.4)              | 33.1 (91.6)              | 28.9 (84.0)              | 21.6 (70.9)              | 10.1 (50.2)              | 0.8 (33.4)               | 34.3 (93.7)              |
| 平均高温 °C（°F）                         | −17.4 (0.7)              | −13.7 (7.3)              | −5.5 (22.1)              | 2.7 (36.9)               | 10.5 (50.9)              | 19.1 (66.4)              | 22.0 (71.6)              | 21.7 (71.1)              | 16.2 (61.2)              | 6.5 (43.7)               | −5.9 (21.4)              | −15.1 (4.8)              | 3.4 (38.1)               |
| 日均气温 °C（°F）                         | −21.5 (−6.7)             | −18.7 (−1.7)             | −11.3 (11.7)             | −1.8 (28.8)              | 5.7 (42.3)               | 13.6 (56.5)              | 17.3 (63.1)              | 16.9 (62.4)              | 11.3 (52.3)              | 2.4 (36.3)               | −9.9 (14.2)              | −18.9 (−2.0)             | −1.2 (29.8)              |
| 平均低温 °C（°F）                         | −25.6 (−14.1)            | −23.7 (−10.7)            | −17.0 (1.4)              | −6.4 (20.5)              | 0.9 (33.6)               | 8.0 (46.4)               | 12.5 (54.5)              | 12.0 (53.6)              | 6.3 (43.3)               | −1.7 (28.9)              | −13.9 (7.0)              | −22.6 (−8.7)             | −5.9 (21.4)              |
| 历史最低温 °C（°F）                       | −42.2 (−44.0)            | −37.5 (−35.5)            | −30.8 (−23.4)            | −24.9 (−12.8)            | −9.2 (15.4)              | −1.1 (30.0)              | 4.1 (39.4)               | 0.6 (33.1)               | −4.1 (24.6)              | −15.5 (4.1)              | −33.2 (−27.8)            | −38.1 (−36.6)            | −42.2 (−44.0)            |
| 平均降水量 mm（）                         | 43.9 (1.73)              | 30.4 (1.20)              | 33.9 (1.33)              | 34.7 (1.37)              | 51.3 (2.02)              | 48.9 (1.93)              | 56.7 (2.23)              | 84.3 (3.32)              | 82.9 (3.26)              | 84.6 (3.33)              | 58.9 (2.32)              | 52.4 (2.06)              | 662.9 (26.10)            |
| 来源：Николаевск-на-Амуре погода и климат |                          |                          |                          |                          |                          |                          |                          |                          |                          |                          |                          |                          |                          |

根据2020年全俄人口普查，该市人口在俄罗斯联邦1119个城市中排名第51位。

## 经济
市内主要有阿穆尔河畔尼古拉耶夫斯基商业海港、有色金属开采、贵金属开采、木材的采伐和加工、鱼类的提取和加工以及能源等行业。电力由尼古拉耶夫斯克火力发电场供应。还有尼古拉耶夫面包厂和 АТП 尼古拉耶夫斯克公司。
交通便利，有海运、河运和空运。阿穆尔河上有船运通达布拉戈维申斯克和哈巴罗夫斯克，在冬季不通航。共青城-塞利希诺到尼古拉耶夫斯克有公路，铺装由碎石和沥青组成。机场有航班飞往哈巴罗夫斯克、鄂霍茨克、丘米坎、涅勒坎和阿扬。
还设有几个金融网点。МТС 银行位于列宁街3号，РГС 银行在苏维埃街126号，俄罗斯联邦储蓄银行于坎特拉街29号设立网点，另有俄罗斯联邦商业银行的分行在苏维埃街76号。

## 教育和体育
市内有9所幼儿园，4所中学，以安·亚历山德罗夫命名的 МБОУ 第一中学、以瓦列里·帕夫洛维奇·契卡洛夫命名的 МБОУ 第二中学、以Г.Е.波波夫命名的 МБОУ 第四中学和以Г.Е.波波夫命名的 МБОУ 第五中学。另有惩教学校 КГКОУ 第五学校和 КГКОУ 第十六学校。设有 КГКУ 孤儿院。高等教育有阿穆尔河畔尼古拉耶夫工业和人道主义学院和阿穆尔河畔尼古拉耶夫医学院。儿童学习机构有 МОУ ДОД 儿童创造力中心、МКОУ ДОД 儿童艺术学校以及儿童和青少年体育学校。
亚特兰特（Атлант）体育中心、开始（Старт）滑雪基地、第五学校体育馆、第四学校体育馆、亚特兰特体育馆、纳南（Нят-нам）中心健身房和柴卡体育休闲综合设施等体育设施对外开放。
第一个图书馆成立于1856年，当时是一座军官图书馆。目前，尼古拉耶夫区的图书馆文化问题由尼古拉耶夫区图书馆解决，该图书馆包括17个图书馆作为分支机构，藏书总量447,179册，读者人数超过25,500人，图书发行量超过54,700册。罗季纳电影中心营业，区文化馆开放。

## 通信和媒体
罗斯电信提供互联网和固定电话服务，该市的电话号码是五位数。在阿穆尔河畔尼古拉耶夫斯克和邻近定居点的领土上，能收到五个移动运营商的信号——分别是移动电信、Beeline、MegaFon、Yota 和 Tele2，他们还提供互联网服务。
有由阿穆尔河畔尼古拉耶夫斯克的水星有限责任公司出版的 М-Press 报。还有自1924年10月开始出版的阿穆尔河口报，报道尼古拉耶斯克和世界上发生的事件，是发布哈巴罗夫斯克边疆区尼古拉耶夫斯基区及其领土上定居点市政法规的官方来源。该报每周四出版，发行量超过4,000份，在尼古拉耶斯克境内发行；编辑部有一个印刷厂，不仅可以印刷报纸，还接收企业、组织和个人生产各种印刷产品的订单。

## 引用
1. 1 2 3  Resolution #143-pr, Article 3
2. ↑  .   [2019-11-03]. （原始内容存档于2019-11-03）. 已忽略未知参数|deadlink=（建议使用|dead-url=） (帮助)
3. ↑  ru-pop-ref 2010Census_prelim
4. ↑   (State Statistics Committee of the Russian Federation. Committee of the Russian Federation on Standardization, Metrology, and Certification. #OK 019-95 January 1, 1997 Russian Classification of Objects of Administrative Division (OKATO). Code 08 231, as amended by the Amendment #278/2015 of January 1, 2016. ).
5. 1 2  Law #191
6. ↑  Law #264
7. ↑  . Официальный интернет-портал правовой информации. 2011-06-03  [2019-01-19] （俄语）.
8. ↑  Почта России. Информационно-вычислительный центр ОАСУ РПО. (Russian Post). Поиск объектов почтовой связи (Postal Objects Search) （俄文）
9. 1 2  . . 上海辞书出版社. 2000年1月: 1030. ISBN 7-5326-0630-9.
10. ↑  . gk.mnr.gov.cn.   [2023-04-21]. （原始内容存档于2023-03-11）.
11. ↑  В. Ц. Головачёв (V. Ts. Golovachеv), "Тырские стелы и храм «Юн Нин» в свете китайско-чжурчжэньских отношений XIV-XV вв." 的存檔，存档日期February 23, 2009，. (ййThe Tyr stelae and the Yongning Temple viewed in as an aspect of Sino-Jurchen relationsйй), Etno-zhurnal, November 14, 2008.
12. ↑  Объекты туризма — Археологические. Тырские храмы 的存檔，存档日期September 3, 2009，. (Regional government site explaining the location of the Tyr (Telin) temples: just south of the Tyr village)
13. ↑  .   [2006-02-11]. （原始内容存档于2012-03-08）.
14. ↑  .   [2019-10-16]. （原始内容存档于2019-09-04）.
15. ↑  涅韋爾斯科伊 俄罗斯海军军官在俄罗斯极东地区的功绩 1849-55  圣彼得堡., 1878, с.19.
16. ↑  萨哈林岛

## 关联项目
- 尼港事件
- 间宫林藏
- 绿乌克兰

## 外部連結
- 官方網站 （俄文）
- TPC 1:500,000 地圖
- 1988年拍攝的衛星圖片